# Paralelo 80 N
O Paralelo 80 N é um paralelo no 80° grau a norte do plano equatorial terrestre.
Começando pelo Meridiano de Greenwich e tomando a direção leste, o paralelo 80° Norte passa sucessivamente por:
| País, território ou mar | Notas                                                                                 |
| ----------------------- | ------------------------------------------------------------------------------------- |
| Oceano Ártico           | Mar da Gronelândia                                                                    |
| Noruega                 | Spitsbergen, arquipélago de Svalbard                                                  |
| Oceano Ártico           |                                                                                       |
| Noruega                 | Nordaustlandet, no arquipélago de Svalbard                                            |
| Oceano Ártico           | Mar de Barents                                                                        |
| Rússia                  | Ilha Northbrook, no arquipélago da Terra de Francisco José                            |
| Oceano Ártico           | Mar de Barents                                                                        |
| Rússia                  | Ilha Salm, no arquipélago da Terra de Francisco José                                  |
| Oceano Ártico           | Mar de Barents Mar de Kara                                                            |
| Rússia                  | Ilha dos Pioneiros e Ilha da Revolução de Outubro, no arquipélago de Severnaya Zemlya |
| Oceano Ártico           | Mar de Laptev Mar da Sibéria Oriental                                                 |
| Canadá                  | Ilha Meighen, Nunavut                                                                 |
| Canal Sverdrup          |                                                                                       |
| Canadá                  | Ilha Axel Heiberg, Nunavut                                                            |
| Eureka Sound            |                                                                                       |
| Canadá                  | Península de Fosheim, Ilha Ellesmere, Nunavut                                         |
| Fiorde Cañon            |                                                                                       |
| Canadá                  | Ilha Ellesmere, Nunavut                                                               |
| Estreito de Nares       |                                                                                       |
| Gronelândia             |                                                                                       |
| Oceano Ártico           | Mar da Gronelândia                                                                    |